# Guillermo de Montferrato (conde de Jaffa y Ascalón)
Guillermo de Montferrato (hacia 1140-1177), también llamado Guillermo Spadalunga (Espadalarga, del occitano Guilhem Longa-Espia), fue el Conde de Jaffa y Ascalón. Era el hijo mayor de Guillermo V, marqués de Montferrato y Judit de Babenberg. Fue el hermano mayor de Conrado de Montferrato, Bonifacio, Azalaïs y Rainiero.
Su apodo Espadalarga hace mención a sus habilidades militares, y era usado para diferenciarle de su padre, conocido como Guillermo el Viejo. Este apodo aparece escrito por primera vez en la canción En abril, quan vei verdeyar, compuesta entre finales de 1176 y comienzos de 1177 por el trovador Peire Bremon lo Tort:

Chanzos, tu.t n'iras outra mar,

 e, per Deu, vai a midons dir

 qu'en gran dolor et en cossir

 me fai la nuoit e.l jorn estar.

 di.m a'n Guilhelm Longa-Espia,

 bona chanzos, qu'el li.t dia

 e que i an per lieis confortar.

Fue traducido al latín como "Longaspata" por Guillermo de Tiro en su Historia rerum in partibus transmarinis gestarum (escrito a comienzos de 1180), así que ha sido tomado como tal desde entonces por los historiadores.
A pesar de ser el heredero de uno de los magnates más importantes del norte de Italia y de estar emparentado con muchas familias reales e imperiales, no pudo encontrar esposa hasta cumplidos los treinta. Esto se debe a que, precisamente por sus fabulosos parentescos, tenía parentesco sanguíneo con casi todas las posibles candidatas para formalizar un matrimonio provechoso.
En 1176 Guillermo fue elegido por Raimundo III, conde de Trípoli, y Balduino IV, rey de Jerusalén, para casarse con la hermana de Balduino, Sibila. Con este matrimonio, Guillermo obtuvo el condado de Jaffa y Ascalón. Guillermo de Tiro le describe como alto, rubio, y guapo; valiente, franco y nada pretencioso, pero inclinado a comer y beber copiosamente, pero no tanto como para perder el juicio.
Con el consentimiento del rey, Guillermo y Reinaldo de Châtillon entregó tierras a la nueva orden militar castellana de Monte Gaudio, comandada por su fundador, el conde Rodrigo Álvarez de Sarriá. Sin embargo, las actividades de Guillermo por Tierra Santa duraron poco, ya que enfermó de malaria en Ascalón en abril de 1177, y allí murió en junio. Dejó a Sibila embarazada del futuro rey de Jerusalén Balduino V. Su cadáver fue llevado a Jerusalén y enterrado en el Hospital de San Juan.